# Rae Armantrout
Rae Armantrout (Vallejo, 13 aprile 1947) è una poetessa statunitense.

## Biografia
Rae Armantrout è nata a Vallejo il 13 aprile 1947 dall'ufficiale navale John e dall'addetta alle vendite Hazel Armantrout.
Compagna di studi della scrittrice Denise Levertov, ha conseguito un B.A. all'Università della California - Berkeley e successivamente un M.A. alla San Francisco State University.
Tra i poeti fondatori della tendenza d'avanguardia degli anni '70 denominata Language poets, ha insegnato per circa un ventennio all'Università della California, San Diego.
Autrice di 16 raccolte poetiche e presente in numerose antologie, la sua collezione di liriche Versed è stata insignita nel 2009 del National Book Critics Circle Award e l'anno successivo del Premio Pulitzer per la poesia.

## Opere principali

### Poesia
- Extremities (1978)
- The invention of hunger (1979)
- Precedence (1985)
- Necromance (1991)
- Couverture (1991)
- Made To Seem (1995)
- Veil: New and Selected Poems (2001)
- The Pretext (2001)
- Up to Speed (2004)
- Next Life (2009)
- Versed (2009)
- Money Shot (2011)
- Just Saying (2013), Roma, Giulio Perrone, 2014 traduzione di Paolo Rigo e Ilaria Saturnini ISBN 978-88-6004-344-3.
- Itself (2015)
- Partly: New and Selected Poems, 2001-2015 (2016)
- Wobble (2018)

### Memoir
- True (1998)

### Miscellanea
- Collected Prose (2007)

## Premi e riconoscimenti
- Guggenheim Fellowship: 2008[7]
- National Book Award per la poesia: 2009 finalista con Versed e 2018 finalista con Wobble
- National Book Critics Circle Award per la poesia: 2009 vincitrice con Versed
- Premio Pulitzer per la poesia: 2010 vincitrice con Versed